# Lijst van voetbalinterlands Bahrein - Pakistan
Deze lijst van voetbalinterlands is een overzicht van alle officiële voetbalinterlands tussen de nationale teams van Bahrein en Pakistan. De landen hebben tot nu toe een keer tegen elkaar gespeeld. Dat was een groepswedstrijd tijdens de Aziatische Spelen 1974 in Teheran (Iran) op 6 september 1974.

## Wedstrijden
| № | Plaats  | Datum            | Competitie             | Wedstrijd          | Uitslag |
| - | ------- | ---------------- | ---------------------- | ------------------ | ------- |
| 1 | Teheran | 6 september 1974 | Aziatische Spelen 1974 | Pakistan − Bahrein | 5 − 1   |

## Samenvatting
| Competitie        | Totaal gespeeld | Winst Bahrein | Gelijk | Winst Pakistan | Doelsaldo Bahrein – Pakistan |
| ----------------- | --------------- | ------------- | ------ | -------------- | ---------------------------- |
| Aziatische Spelen | 1               | 0             | 0      | 1              | 1 − 5                        |
| Totaal            | 0               | 0             | 0      | 0              | 1 − 5                        |

Wedstrijden bepaald door strafschoppen worden, in lijn met de FIFA, als een gelijkspel gerekend.